# Tinea nigrofasciata
Tinea nigrofasciata is een vlinder uit de familie van de echte motten (Tineidae). De wetenschappelijke naam van de soort werd in 1913 gepubliceerd door Tokuichi Shiraki. De soort werd beschreven van het eiland Taiwan.